# Wital Tscharapenka
Wital Tscharapenka (belarussisch Віталь Чарапенька, russisch Виталий Черепенько / Witali Tscherepenko, englisch Vitali Charapenka; * 27. Januar 1984 in Brest, Weißrussische SSR, Sowjetunion) ist ein belarussischer Handballtorwart.

## Karriere
Der 1,95 m große und 88 kg schwere Rechtshänder debütierte mit 17 Jahren in der belarussischen Liga bei SKA Minsk, wo er in seinem ersten Jahr gleich die Meisterschaft und den Pokal gewann. 2004 wechselte er in seine Heimatstadt zu Brest GK Meschkow. Dort errang er zehn weitere Meisterschaften und Pokalsiege. International erreichte er mehrfach die Gruppenphase der EHF Champions League, die 3. Runde des EHF-Pokal 2008/09 und 2012/13 sowie das Viertelfinale im Europapokal der Pokalsieger 2011/12. Nach 15 Jahren verließ er Brest im Sommer 2019. In der Saison 2020/21 lief er für den GK Mascheka in Mahiljou auf.
Mit der Belarussischen Nationalmannschaft nahm Wital Tscharapenka an der Weltmeisterschaft 2013, der Europameisterschaft 2014 und der Weltmeisterschaft 2015 teil. Er bestritt 81 Länderspiele.

## Erfolge
- 11× Belarussischer Meister: 2002, 2005, 2006, 2007, 2008, 2014, 2015, 2016, 2017, 2018, 2019
- 11× Belarussischer Pokalsieger: 2002, 2005, 2007, 2008, 2009, 2011, 2014, 2015, 2016, 2017, 2018